# Rolf-Ulrich Kunze

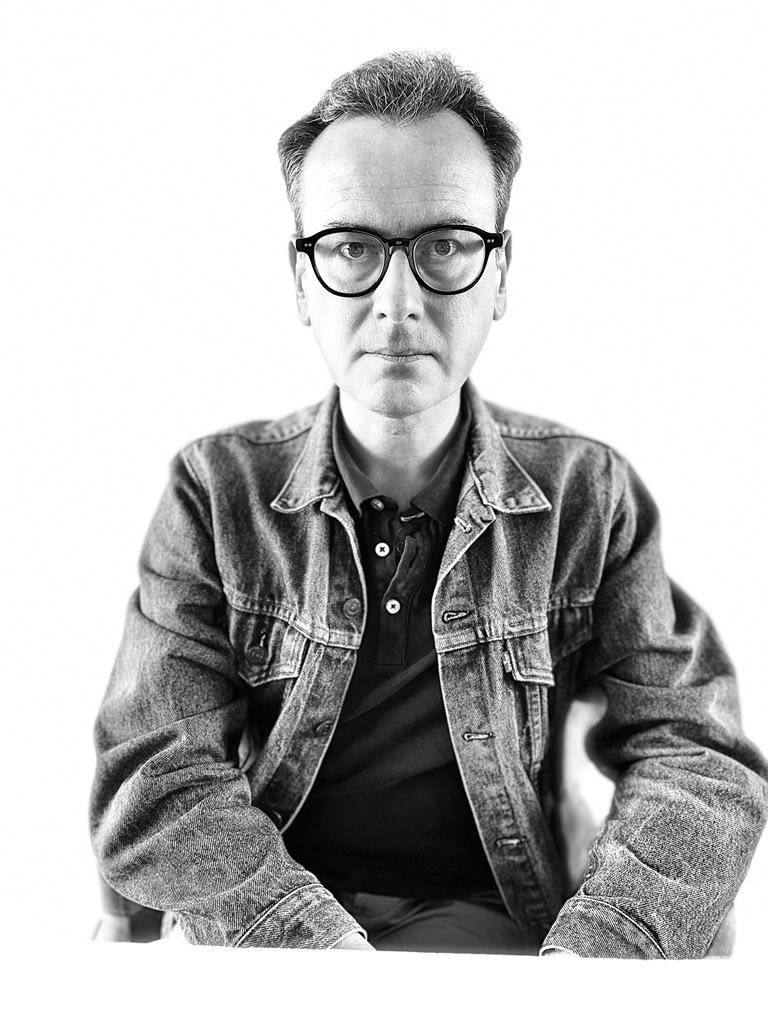
Rolf-Ulrich Kunze (2022)

Rolf-Ulrich Kunze (* 12. November 1968 in Osnabrück) ist ein deutscher Historiker und außerplanmäßiger Professor für Neuere und neueste Geschichte am Department für Geschichte der Fakultät für Geistes- und Sozialwissenschaften des Karlsruher Instituts für Technologie (KIT). Er veröffentlichte auch Essays zur Kultur- und Akzeptanzgeschichte der Technik im 20. Jahrhundert sowie zwei zeitgeschichtliche Romane.

## Leben

### Familie
Kunzes Familie stammt aus dem heute polnischen Teil von Guben (Niederlausitz) und Berlin. Sein Bruder Heinz Rudolf Kunze wurde im Flüchtlingslager Espelkamp bei Minden (Westf.) geboren, wo der Vater Arbeit bei der Lagerleitung gefunden hatte. Der berufliche Werdegang des Vaters als Lehrer brachte einen häufigen Wechsel des Wohnortes mit sich; Ende 1963 wurde die Familie in Osnabrück heimisch. Dort nahm der Vater eine Tätigkeit als Hochschulassistent an der Pädagogischen Hochschule bei der Sozialpädagogin Elisabeth Siegel (1901–2002) an, die Mutter bekam eine Stelle als Grundschullehrerin.
Kunze ist verheiratet und Vater eines Sohnes. Im Jahr 2015 veröffentlichte er unter dem Titel Das halbe Jahrhundert meiner Eltern eine Familien-Biographie.

### Studium
Von 1989 bis 1994 studierte Rolf-Ulrich Kunze Rechtswissenschaften, Geschichte, Germanistik und Politische Wissenschaften an den Universitäten Frankfurt am Main und Würzburg, er schloss als Magister Artium (M. A.) in Würzburg im Bereich Neuere und Neueste Geschichte ab. Während seines Studiums war er wie auch sein Bruder Heinz Rudolf Stipendiat der Studienstiftung des deutschen Volkes.

### Beruflicher Werdegang
Im Sommersemester 1992 war Kunze Lehrbeauftragter der German School der University at Albany/State University of New York. Von 1994 bis 1998 war er Lehrbeauftragter an der Universität Würzburg, wo er 1995 zum Dr. phil. promoviert wurde. Seine Dissertation über den Auslandsbischof der Deutschen Evangelischen Kirchen (DEK) Bischof D. Theodor Heckel (1894–1967) wird zeit- und kirchengeschichtlich kontrovers diskutiert.
1998 arbeitete Kunze im Planungsstab des Bundespräsidenten im Bundespräsidialamt. Von 1996 bis 2000 war er wissenschaftlicher Mitarbeiter an der Universität Mainz. Dort habilitierte er sich 1999 im Bereich Neuere und Neueste Geschichte mit einer Arbeit zur Geschichte der Studienstiftung des deutschen Volkes bei Wolfgang Altgeld und wurde zum Privatdozenten ernannt. In den Jahren 2000 und 2001 war er Wissenschaftlicher Mitarbeiter am Max-Planck-Institut für europäische Rechtsgeschichte in Frankfurt am Main. 2001 vertrat er den Lehrstuhl für Neuere und Neueste Geschichte am Institut für Geschichte der Universität Karlsruhe (TH). Von 2002 bis 2006 war er Geschäftsführer der Forschungsstelle „Widerstand gegen den Nationalsozialismus im deutschen Südwesten“ tätig und 2001/2002 außerdem Heisenberg-Stipendiat der Deutschen Forschungsgemeinschaft (DFG). Von 2007 bis 2016 war Kunze am Institut für Philosophie der Universität Karlsruhe bzw. des KIT mit dem Aufbau des historischen Lehrangebots im Studiengang „Euklid“ (Europäische Kultur und Ideengeschichte) befasst. Seit 2009 ist er Mitherausgeber des „E-Journal of New Frontiers in Spatial Concepts“ bei KIT Scientific Publishing.
2016 erschien Kunzes zeitgeschichtlicher Roman „Cambdon, Maine“, eine deutsch-amerikanische Familiengeschichte von 1930 bis heute, 2017 sein Roman „Inseljahre“, die Geschichte eines deutschen Historikers und Mitglieds des Offizierswiderstands gegen Hitler im Zweiten Weltkrieg.
Im Wintersemester 2019/2020 vertrat Kunze den Lehrstuhl des Direktors am Zentrum für Niederlande-Studien der Universität Münster. Zu den Aufgaben gehört u. a. die Thematisierung der niederländisch-deutschen Beziehungen.

## Forschungsschwerpunkte
Kunzes Forschungsschwerpunkte sind die Geschichte des Protestantismus, Wissenschafts- und Kulturgeschichte, die Geschichte des Nationalsozialismus, die material culture der Technik sowie die europäische, insbesondere auch niederländische Geschichte des 19. und 20. Jahrhunderts sowie Global History. Er ist Experte für die Geschichte des niederländischen Königshauses.

## Werke (Auswahl)
- Theodor Heckel 1894–1967. Eine Biographie. Kohlhammer, Stuttgart/New York 1997, ISBN 3-17-014375-1.
- 75 Jahre Studienstiftung des deutschen Volkes. Ein Sonderweg der deutschen Hochbegabten-Förderung. Studienstiftung des deutschen Volkes, Bonn 2000.
- Die Studienstiftung des deutschen Volkes seit 1925. Zur Geschichte der Hochbegabtenförderung in Deutschland. Akademie-Verlag, Berlin 2001, ISBN 3-05-003638-9.
- Ernst Rabel und das Kaiser-Wilhelm-Institut für internationales und ausländisches Privatrecht, 1926 bis 1945. Wallstein, Göttingen 2004, ISBN 3-89244-798-5.
- Nation und Nationalismus. Wissenschaftliche Buchgesellschaft, Darmstadt 2005, ISBN 3-534-14746-4.
- Kursbuch Neueste und Technikgeschichte. Studienorganisation und Hilfsmittel. Universitätsverlag Karlsruhe, Karlsruhe 2008, ISBN 978-3-86644-278-8, doi:10.5445/KSP/1000009252.
- Mit Rolf-Jürgen Gleitsmann und Günther Oetzel: Technikgeschichte. UVK/UTB, Konstanz 2009, ISBN 978-3-8252-3126-2.
- Symbiosen, Rituale, Routinen. Technik als Identitätsbestandteil. Essays zur Technikakzeptanz der 1920er bis 1960er Jahre. KIT Scientific Publishing, Karlsruhe 2010, ISBN 978-3-86644-493-5, doi:10.5445/KSP/1000016549.
- Spurweiten. Technik, Geschichte, Identität u. a. in H0, Normalspur und 1000 mm. KIT Scientific Publishing, Karlsruhe 2011, ISBN 978-3-86644-632-8, doi:10.5445/KSP/1000021812.
- Mit der Technik auf du. Technik als soziale Konstruktion und kulturelle Repräsentation, 1930–1970. KIT Scientific Publishing, Karlsruhe 2012, ISBN 978-3-86644-778-3, doi:10.5445/KSP/1000025222.
- Langeoog. Eine historische Erzählung, 1930–1980. KIT Scientific Publishing, Karlsruhe 2013, ISBN 978-3-86644-945-9, doi:10.5445/KSP/1000031110.
- Close Readings. Kulturgeschichtliche Interpretationen zu Bildern der wissenschaftlich-technischen Zivilisation im 20. Jahrhundert (= Karlsruher Studien Technik und Kultur. Bd. 7). KIT Scientific Publishing, Karlsruhe 2014, ISBN 978-3-7315-0216-6, doi:10.5445/KSP/1000040857.
- Das halbe Jahrhundert meiner Eltern (= EUKLID Studien, Bd. 8). KIT Scientific Publishing, Karlsruhe 2015, ISBN 978-3-7315-0360-6 doi:10.5445/KSP/1000046370.
- „Möge Gott unserer Kirche helfen!“ Theologiepolitik, Kirchenkampf und Auseinandersetzung mit dem NS-Regime: Die Evangelische Landeskirche Badens 1933–1945 (= Veröffentlichungen zur badischen Kirchen- und Zeitgeschichte, Bd. 6). W. Kohlhammer, Stuttgart u. a. 2015, ISBN 978-3-17-029680-0.
- Cambdon, Maine. Roman, minifanal, Bonn 2016, ISBN 978-3-95421-102-9 .
- Global History und Weltgeschichte. Quellen, Zusammenhänge, Perspektiven, W. Kohlhammer, Stuttgart u. a. 2017, ISBN 978-3-17-031840-3.
- Inseljahre, Roman, minifanal, Bonn 2017, ISBN 978-3-95421-122-7.
- Lehrbuch Familiengeschichte. Eine Ressource der Zeitgeschichte. Kohlhammer, Stuttgart 2018, ISBN 978-3-17-033929-3.
- Inventar. Bilderzählungen 1968–1998. minifanal, Bonn 2019, ISBN 978-3-95421-150-0.
- Nationalismus. Illusionen und Realitäten – Eine kritische Bestandsaufnahme. Kohlhammer, Stuttgart 2019, ISBN 978-3-17-036090-7.
- Reflexionen zur Zeitgeschichte. Essays zu Subjekt und Methodik. Kohlhammer, Stuttgart 2020, ISBN 978-3-17-038332-6.
- Arsenal. Kompendium dinglicher Vorstellungen. minifanal, Bonn 2021, ISBN 978-3-95421-170-8.
- Kursbuch Geschichte der europäischen und globalen Moderne. Arbeitsformen, Fragestellungen, Texttypen. KIT scientific publishing, Karlsruhe 2022, ISBN 978-3-7315-1224-0.
- Rekonstruktion des Politischen. Politikgeschichte heute, Kohlhammer: Stuttgart 2023, ISBN 978-3-17-043876-7.
- Über Sparsamkeit. Eine Kultur- und Mentalitätsgeschichte. Kohlhammer, Stuttgart 2024, ISBN 978-3-17-045292-3.
- Die Republik auf der Kippe. Historisch-politische Essays 2024. Minifanal, Bonn 2025, ISBN 978-3-81-924452-0.